# Pałac w Ligocie Strupińskiej
Pałac w Ligocie Strupińskiej – wybudowany w 1890 r. w Ligocie Strupińskiej – wsi w Polsce, w województwie dolnośląskim, w powiecie trzebnickim, w gminie Prusice.

## Opis
Obiekt jest częścią zespołu pałacowego, w skład którego wchodzi jeszcze park leśny.